# Großblütige Braunelle
Die Großblütige Braunelle, Große Braunelle oder Groß-Brunelle (Prunella grandiflora) ist eine Pflanzenart aus der Gattung der Braunellen (Prunella) innerhalb der Familie der Lippenblütler (Lamiaceae). Sie ist hauptsächlich in weiten Teilen Europas verbreitet.

## Beschreibung

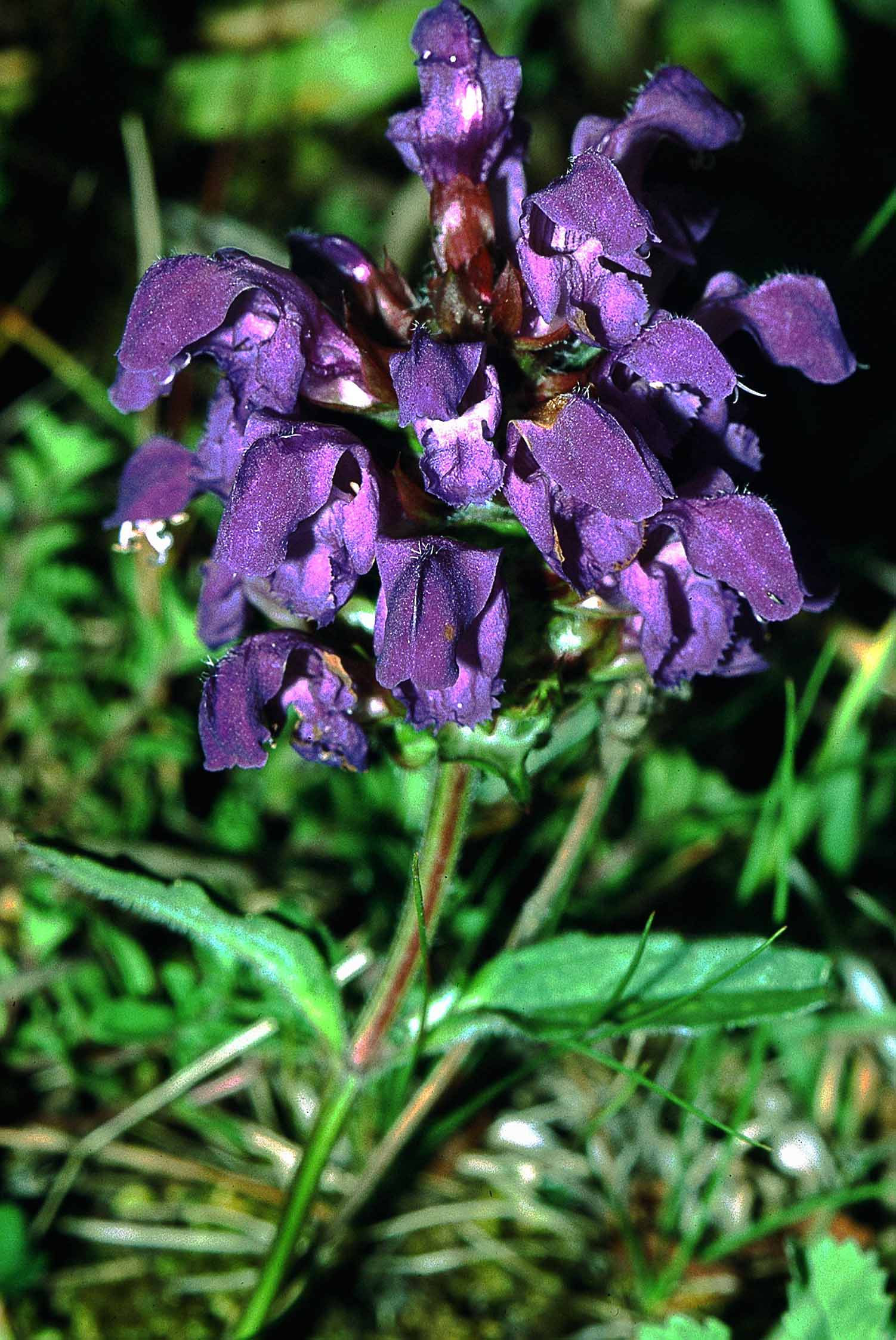
Habitus, gegenständige Laubblätter und Blütenstände

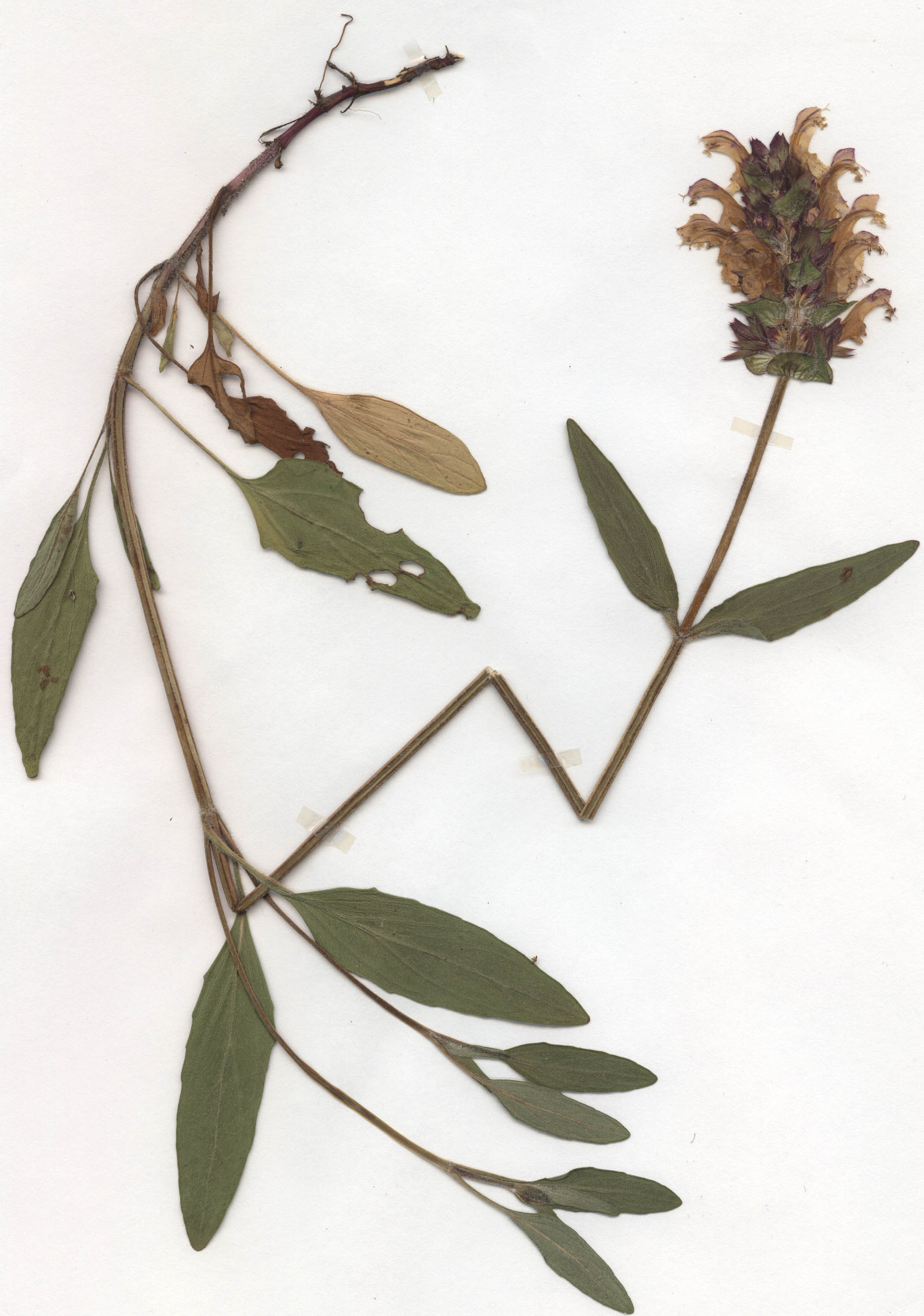
Herbarbeleg

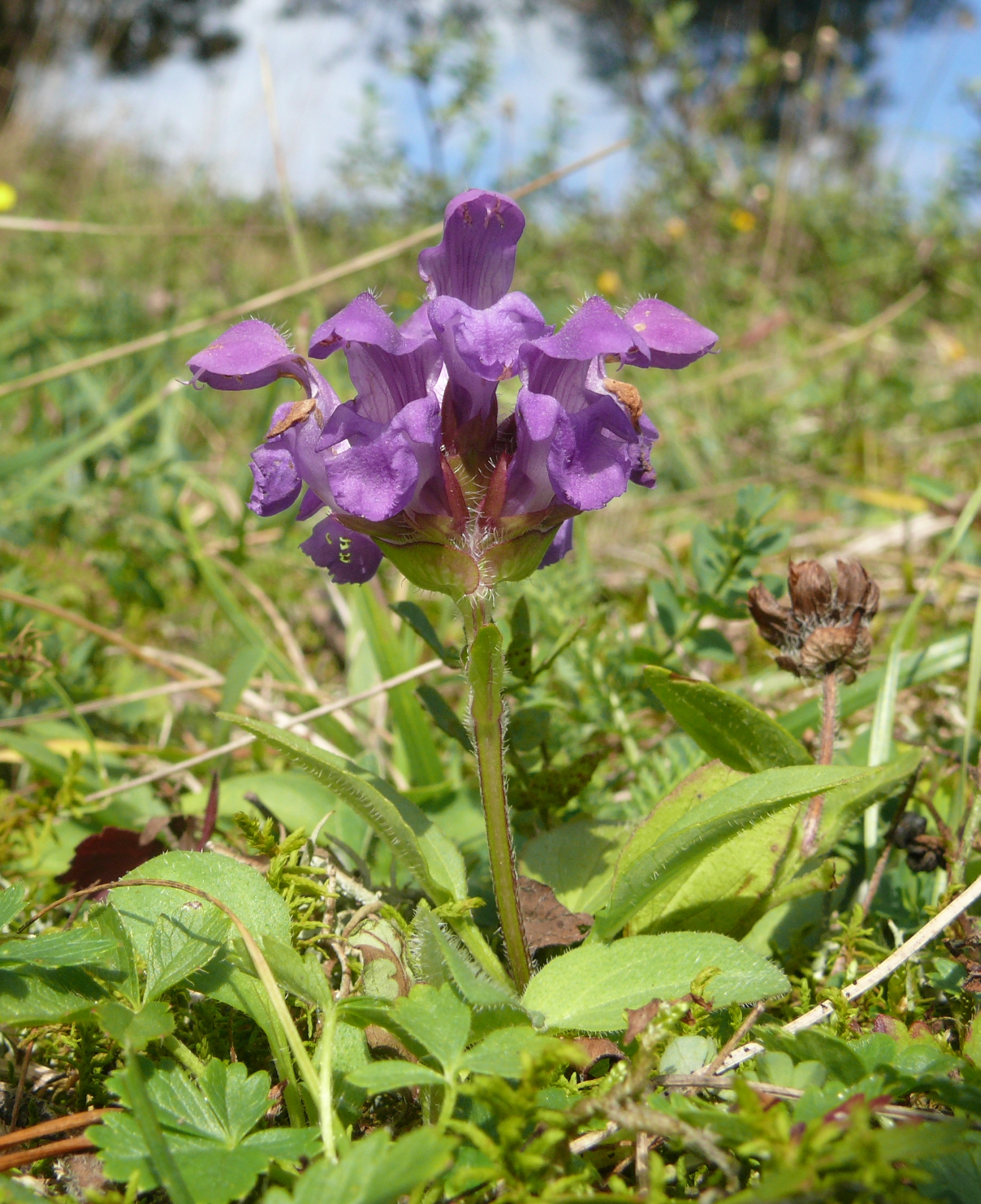
Habitus und Blütenstand

### Erscheinungsbild und Laubblatt
Die Großblütige Braunelle wächst als ausdauernde krautige Pflanze. Die kurze, dicke bis sehr verlängerte Grundachse ist aus dem meist mehrjährigen Primärspross hervorgegangen. Dieser Hemikryptophyt bildet ein kurzes Rhizom als Überdauerungsorgan. Die grünen Pflanzenteile sind locker mit weißen Gliederhaaren besetzt. Der aufsteigende, 10 bis 30 Zentimeter lange Stängel ist meist einfach, zwischen den kräftig vortretenden Kollenchymleisten gerillt und oft durch Anthozyan mehr oder weniger violett gefärbt.
Die anfangs rosettig gehäuft und später gegenständig am Stängel verteilt angeordneten Laubblätter sind in Blattstiel und -spreite gegliedert. Alle Blätter haben deutliche, die unteren bis 5 Zentimeter lange Blattstiele. An den Stängeln befinden sich zwei bis sechs Paare gegenständiger Laubblätter, deren oberstes vom Blütenstand um 1 bis 5 Zentimeter entfernt ist. Die einfache Blattspreite ist bei einer Länge von 3 bis 5 Zentimetern sowie einer Breite von 1 bis 2 Zentimetern eiförmig-lanzettlich mit gerundetem, kurz zugespitztem oberen Ende und ganzrandigem oder sehr seicht gekerbtem Blattrand. Beide Blattseiten sind locker behaart und besitzen drei oder vier Paare bogiger Fiedernerven.

### Blütenstand, Blüte und Frucht
In etwa 3 bis 5 Zentimeter langen, eiförmig-kopfigen scheinährigen Gesamtblütenständen stehen scheinquirlige Teilblütenstände mit meist vier bis sechs Blüten. Die Scheinquirle stehen in der Achsel nierenförmig-herzförmiger, in eine scharfe Spitze ausgezogener, größtenteils weißhäutiger und oft violett umsäumter, rau gewimperter Hochblätter.
Die zwittrigen Blüten sind zygomorph und fünfzählig mit doppelter Blütenhülle. Die fünf nur an ihrer Basis verwachsenen Kelchblätter bilden einen zweilippigen, 10 bis 16 (bis 17) mm langen Kelch, der oft rötlich oder purpurfarben gefärbt ist. Die Kelchröhre besitzt eine hervorstehende Nervatur und eine zerstreute Behaarung. Die drei Kelchzähne der Oberlippe ähneln sich; sie sind eiförmig-lanzettlich mit einer Länge von 1 bis 1,5 mm und besitzen abgerundete, bewimperte Ränder. Die Unterlippe misst 7 bis 12 mm, die beiden scharf gekielten Zähne sind durch einen bis 4,5 mm langen Spalt voneinander getrennt.
Die 20 bis 25 mm (auf der Iberischen Halbinsel 18 bis 32 (bis 38 mm)) lange Krone ist kahl und nur auf der Mittellinie der Oberlippe schwach behaart. Meist ist sie lebhaft dunkelviolett gefärbt, zuweilen mehr rotviolett, selten rosafarben oder weiß (dann auch die Stängel-, Laub- und Tragblätter anthocyanfrei). Die Krone besitzt eine etwa 1,5 Zentimeter lange, zurückgebogene, vorn schwach erweiterte Kronröhre, eine fast stielartig abgesetzte, 1 Zentimeter lange, stark gewölbte Oberlippe und eine etwas kürzere, dreilappige Unterlippe mit gefranstem Mittellappen.
Die Staubblätter sind unter sich wenig verschieden; alle besitzen einen abgerundeten, höchstens 0,5 mm langen Fortsatz. Die vorderen Staubfäden bilden ungleiche Hebel, deren längere Arme den nektarsammelnden Hummeln den Pollen auf den Rücken schlagen (= nototrib). Der Griffel tritt erst aus der Blüte heraus, wenn die bestäubende Hummel die Blüte verlässt.
Die Klausen sind etwa 2 mm lang, rundlich-eiförmig und besitzen eine hervortretende Nabelfläche.
Die Blütezeit liegt hauptsächlich in den Monaten Juni bis August, vereinzelt noch später.

### Chromosomenzahl
Die Chromosomenzahl beträgt 2n = 28.

## Vorkommen
Prunella grandiflora kommt von Europa bis zum Kaukasusraum vor. Es gibt Fundortangaben für Spanien, Portugal, Frankreich, Belgien, Deutschland, die frühere Tschechoslowakei, Polen, dem Baltikum, Österreich, Schweiz, Italien, Ungarn, Bulgarien, Rumänien, die Balkanhalbinsel, Dänemark, Schweden, Belarus, Ukraine, das europäische Russland, den Kaukasusraum sowie die europäische Türkei.
In den Kalkgebieten Deutschlands, Österreichs und der Schweiz ist die Großblütige Braunelle ziemlich verbreitet. Sie fehlt in den Silikatgebieten und im nordwestlichen Teil der Norddeutschen Tiefebene.
Die Großblütige Braunelle wächst in mäßig-trockenen Magerwiesen auf Lehm- und Kalkboden. Vereinzelt steigt diese Pflanzenart bis zur Baumgrenze: im Wallis bis gegen 2400 m. In den Allgäuer Alpen steigt sie in Bayern zwischen Rubihorn und Gaishorn bis zu einer Höhenlage von 1880 Metern auf.
Prunella grandiflora gehört dem südeuropäischen Gebirgselement an. Die Art verlangt etwas mehr Wärme und Kalk (ohne jedoch kalkstet zu sein) als etwa Prunella vulgaris und meidet im Gegensatz zu dieser stärker gedüngte Wiesen.
Nach Ellenberg ist diese Pflanze ein Wärme- und Trockenheitszeiger sowie eine Klassencharakterart der Kalk-Magerrasen (Festuco-Brometea). Sie kommt aber auch in Pflanzengesellschaften der Verbände Geranion sanguinei oder Erico-Pinion vor.
Die ökologischen Zeigerwerte nach Landolt et al. 2010 sind in der Schweiz: Feuchtezahl F = 2w+ (mäßig trocken aber stark wechselnd), Lichtzahl L = 4 (hell), Reaktionszahl R = 4 (neutral bis basisch), Temperaturzahl T = 3+ (unter-montan und ober-kollin), Nährstoffzahl N = 2 (nährstoffarm), Kontinentalitätszahl K = 4 (subkontinental).

## Taxonomie
Das Basionym Prunella vulgaris var. grandiflora L.  wurde 1753 von Carl von Linné in Species Plantarum erstveröffentlicht. Im Jahr 1775 erkannte Friedrich Adam Scholler sie als eigene Art an und benannte sie in Prunella grandiflora (L.) Scholler um. Jedoch hatte schon 1764 Antonio Turra (1730–1796) in Giornale d'Italia spettante alla scienza naturale ..., Band 1, S. 144 dieselbe Ansicht umgesetzt.

## Bastardisierung

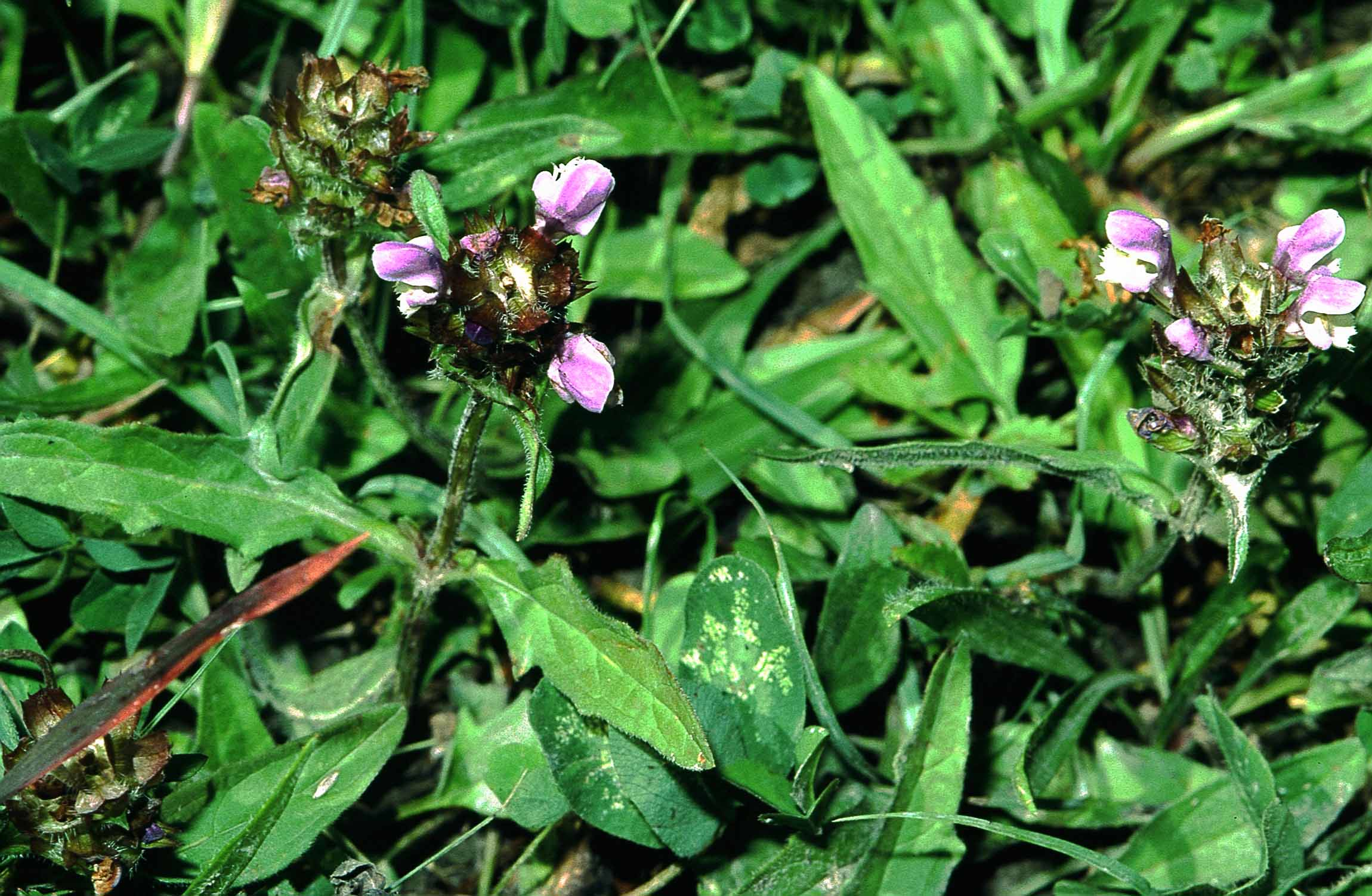
Prunella ×dissecta
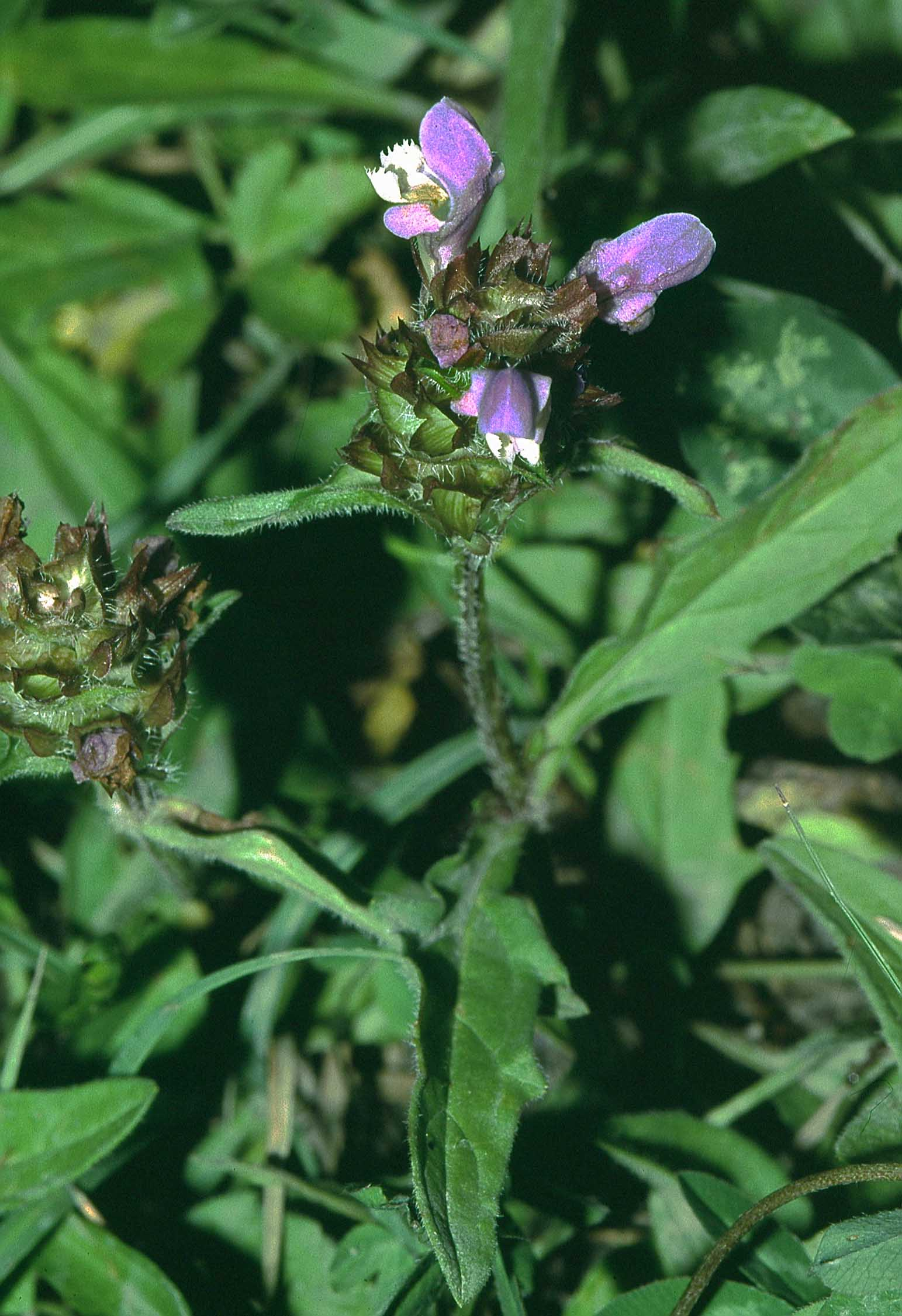
Prunella ×dissecta
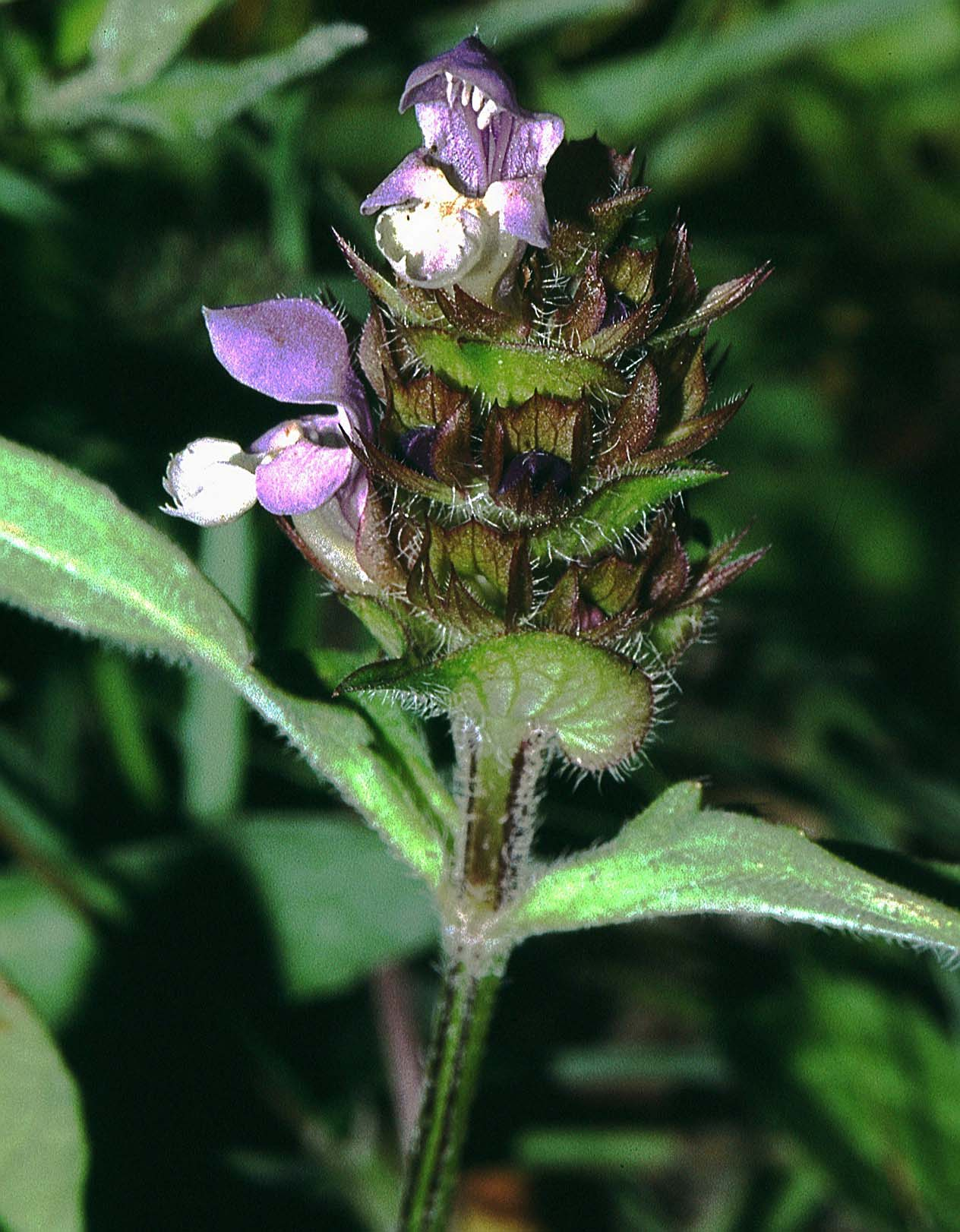
Prunella ×dissecta

Bastarde kommen bei Prunella vulgaris fast überall vor, wo zwei Arten zusammentreffen oder einst zusammentrafen.  Neben Prunella grandiflora × Prunella laciniata = Prunella ×dissecta Wender. (siehe auch: Weiße Braunelle), kommt auch Prunella grandiflora × Prunella vulgaris = Prunella ×spuria Stapf vor. Diese hybride Form erinnert meist stärker an Prunella grandiflora. Sie ist an den sitzenden oder sehr kurz gestielten Ähren und an den kleineren Blüten zu erkennen. Im Bau des Stängels und des Kelchs schwankt sie meist zwischen den Eltern.

## Nutzung
Die Großblütige Braunelle wird in mehreren Sorten als Zierpflanze seit 1596 verwendet. Sie kann teilweise auch weiß, karminrosa oder violett blühen. Sie bildet zusammen mit Prunella hastifolia Brot. die Hybride Prunella ×webbiana, die als Gartenpflanze Bedeutung erlangte.
Die jungen Laubblätter werden in manchen Gegenden als Kräutersalat zubereitet. Die Blätter sollen auch einen brauchbaren Farbstoff enthalten.